# 広瀬秀雄
広瀬 秀雄（ひろせ ひでお、1909年8月12日 - 1981年10月27日）は、日本の天文学者。理学博士（東京大学・論文博士・1949年）。東京大学教授、東京天文台長、埼玉大学教授、専修大学教授を歴任。

## 人物
兵庫県姫路市出身。平山清次、神田茂に師事した。
旧制姫路高校を経て、1932年に東京帝国大学理学部天文学科を卒業。
1949年、学位論文「Research on the effect of the terrestrial locality on the positions of moving celestial bodies(運動する天体の位置に及ぼす観測地の影響)」で東京大学より理学博士の学位を取得。 
1951年東京大学教授、1963年東京天文台長、1970年埼玉大学教授、1975年専修大学教授。
広瀬の弟子に高瀬文志郎、冨田弘一郎がいる。

## 業績
- 日本の星食観測データを整約すると系統的な狂いが出ることから、日本での観測位置を移動させる必要があることを指摘した。この指摘は1948年5月の礼文島での金環日食の際に実際に観測隊を移動させて広瀬の指摘が事実であることを証明した。
- 天体写真儀で小惑星・彗星の観測に従事した。
- 博学で知られ、天文学史の研究をした。
- 国立天文台に広瀬秀雄文庫が設けられた[2]。

## 著書

### 単著
- 『シュミットカメラ』（河出書房　1947年）
- 『日食・日食の観測法とその整理』（恒星社厚生閣　天文學叢書2　1948年）
- 『天体観測入門・日食と掩蔽の観測』（恒星社厚生閣　1955年）
- 『太陽系・彗星』（恒星社厚生閣　新天文学講座2　新版　1963年）
- 『地球と月・掩蔽とその観測』（恒星社厚生閣　新天文学講座4　新版　1963年）
- 『天体の軌道計算・小惑星・彗星の軌道決定』（恒星社厚生閣　新天文学講座14　新版　1963年）
- 『天文台と観測器械・望遠鏡と天体写真』（恒星社厚生閣　新天文学講座11　新版　1964年）
- 『コペルニクス』（牧書店　1965年）
- 『宇宙をみる』（平凡社、1967年に旺文社新書に収録）
- 『おはなし宇宙めぐり』（実業之日本社　1968年）
- 『日本人の天文観』（日本放送出版協会　NHKブックス　1972年10月20日）
- 『年・月・日の天文学』（中央公論社　自然選書　1973年5月1日）
- 『コペルニクスと現代』（時事通信社　1973年）
- 『関孝和全集』（大阪教育図書　1974年）
- 『望遠鏡』（中央公論社　自然選書　1975年）
- 『日本史小百科：暦』（近藤出版社 日本史小百科　1978年、1990年2月25日東京堂出版より再発行）
- 『太陽・月・星と日本人』（雄山閣出版 1979年3月20日2刷発行）
- 『初等天文学演習』（恒星社厚生閣　天文ライブラリー　1979年）
- 『天動説から地動説へ』（国土社 1979年、1985年8月15日4刷発行）
- 『天文学の試み』（誠文堂新光社　1981年）
- 『映像遊戯』（河出書房新社　河出文庫　1987年）
- 『星座・流星光底の長蛇日蓮と星』（作品社　日本の名随筆　1992年）
- 『宇宙』（講談社　目で見る科学）
- 『彗星・彗星天文学』（誠文堂新光社　月刊天文ガイド編）
- 『ダニエル彗星の再発見』
- 『変光星の観測』

### 共著
- 『地球天文事典』（平凡社　体系理科事典　1958年）
- 『新標準星図』（地人書館　1967年）
- 『全天恒星図』（誠文堂新光社　1968年）
- 『彗星を追う』（地人書館　目で見る天文ブックス　1971年）
- 『彗星とその観測』（恒星社厚生閣　天体観測シリーズ　1971年）

### 編著
- 『暦』（ダイヤモンド社 1974年12月12日）
- 『遊びの百科全書〈3〉レンズ・マジック』広瀬秀雄編 日本ブリタニカ　1979/12/1
  - のち『新版・遊びの百科全書〈3〉映像遊戯』 (河出文庫) 広瀬秀雄 、矢牧健太郎 1987/9/1

### 監修書
- 『宇宙のひみつ』（学研 1972年）
- 『天体写真の写し方』（地人書館 1975年）
- 『天体写真の基本』（地人書館 1975年）
- 『天体写真の応用と工作』（地人書館 1975年）
- 『天体写真のDPE』（地人書館 1975年）
- 『天文・気象』（旺文社）